# Chloritoïd

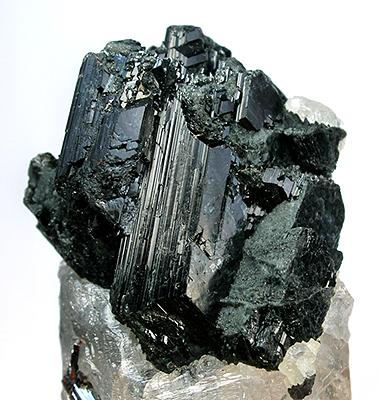
Chloritoïd

Het mineraal chloritoïd is een ijzer-magnesium-mangaan-aluminium-silicaat met de chemische formule (Fe2+,Mg,Mn)2Al4Si2O10(OH)4. Het behoort tot de nesosilicaten.

## Eigenschappen
Het doorzichtige tot doorschijnende donkergrijze tot groenzwarte chloritoïd heeft een parelglans, een groengrijze streepkleur en de splijting is imperfect volgens een onbekend kristalvlak. Chloritoïd heeft een gemiddelde dichtheid van 3,54 en de hardheid is 6,5. Het kristalstelsel is triklien en het mineraal is niet radioactief.

## Naam
Het mineraal chloritoïd is zo genoemd vanwege de gelijkenis met chloriet.

## Voorkomen
Chloritoïd is een algemeen mineraal dat voorkomt in diverse metamorfe gesteenten als marmers, fyllietten en schisten. De typelocatie is de Oeral en Lukmanier (Zwitserland).
Chloritoïd komt voor in de zandfractie van Nederlandse Kwartaire riviersedimenten. Bepaalde vormen zijn specifiek voor Maaszanden. In de zware-mineraalanalyse zoals dat in Nederland bij de Rijks Geologische Dienst gedurende de tweede helft van de twintigste eeuw plaatsvond, wordt het mineraal ingedeeld bij de zogenoemde instabiele groep.